# A Night Out (film 1912)
A Night Out è un cortometraggio muto del 1912 scritto e diretto da Hobart Bosworth. Nel ruolo di marito e moglie, George Hernandez e Anna Dodge, sposati anche nella vita.

## Produzione
Il film fu prodotto dalla Selig Polyscope Company.

## Distribuzione
Distribuito dalla General Film Company, il film - un cortometraggio di 200 metri - uscì nelle sale cinematografiche statunitensi il 19 gennaio 1912. Nelle proiezioni, veniva programmato con il sistema dello split reel, accorpato in un'unica bobina con un altro cortometraggio prodotto dalla Selig, il documentario Seeing Buffalo.